# Francine Closener
Francine Closener, née le 29 décembre 1969 à Steinfort (Luxembourg), est une journaliste et femme politique luxembourgeoise, membre du Parti ouvrier socialiste luxembourgeois (LSAP).

## Biographie

### Études et formations
Après avoir suivi ses études secondaires au Lycée Michel Rodange, Francine Closener poursuit des études supérieures à l'Université libre de Bruxelles, où elle obtient une licence de journalisme et communication en 1993.

### Activités professionnelles
En 1994, Francine Closener commence sa carrière de journaliste politique à RTL Radio Lëtzebuerg, dont elle devient la rédactrice en chef en 2008. En 2010, elle quitte la radio pour travailler en tant que journaliste pour le journal télévisé de RTL Télé Lëtzebuerg.

### Carrière politique
À la suite des élections législatives du 20 octobre 2013, Francine Closener est nommée secrétaire d’État à l’Économie, secrétaire d’État à la Sécurité intérieure, secrétaire d’État à la Défense en date du 4 décembre 2013 dans le gouvernement de coalition entre le Parti démocratique (DP), le Parti ouvrier socialiste luxembourgeois (LSAP) et Les Verts (déi Gréng).
Candidate malheureuse aux élections législatives luxembourgeoises du 14 octobre 2018, elle se place en cinquième position de la liste du Centre devant Cécile Hemmen,. Elle est nommée en janvier 2019 au sein du ministère des Affaires étrangères comme coordinatrice du dispositif de nation branding, chargée de la promotion de l'image de marque du pays et de la communication du ministère. 
Le 3 décembre 2019, à la suite de la démission de Marc Angel — devenu député européen en raison de la nomination de Nicolas Schmit à la Commission européenne —, elle fait son entrée à la Chambre des députés pour la circonscription Centre où elle représente le Parti ouvrier socialiste luxembourgeois (LSAP),.